# ボルゲット・ディ・ヴァーラ
ボルゲット・ディ・ヴァーラ（伊: Borghetto di Vara）は、イタリア共和国リグーリア州ラ・スペツィア県にある、人口約940人の基礎自治体（コムーネ）。

## 地理

### 位置・広がり
ラ・スペツィア県中部に所在する。

#### 隣接コムーネ
隣接するコムーネは以下の通り。
- ベヴェリーノ
- ブルニャート
- カッローダノ
- レヴァント
- ピニョーネ
- ロッケッタ・ディ・ヴァーラ
- セスタ・ゴーダノ

### 地震分類
イタリアの地震リスク階級 (it) では、3 に分類される
。

## 行政

### 分離集落
ボルゲット・ディ・ヴァーラには、以下の分離集落（フラツィオーネ）がある。
- Boccapignone, Cassana, L'Ago, Pogliasca, Ripalta, Termine di Roverano

## 姉妹都市
- シュネッケンローエ、ドイツ 1993年